# Dalcesia
Dalcesia är ett släkte av skalbaggar. Dalcesia ingår i familjen vivlar.
Kladogram enligt Catalogue of Life:
| Dalcesia | \| \| Dalcesia calvata \| \| \| \| |
|          | \| \| Dalcesia calvata \| \| \| \| |
|          | Dalcesia calvata                   |
|          |                                    |